# Elecciones federales constituyentes de México de 1916
Las elecciones extraordinarias de México de 1916 se llevaron a cabo el día 23 de octubre de 1916 para nombrar a los diputados constituyentes del Congreso constituyente que se reunirían posteriormente en una asamblea constituyente para redactar una nueva carta magna (conocida como la Constitución de 1917) en reemplazo de la Constitución de 1857.

## Antecedentes

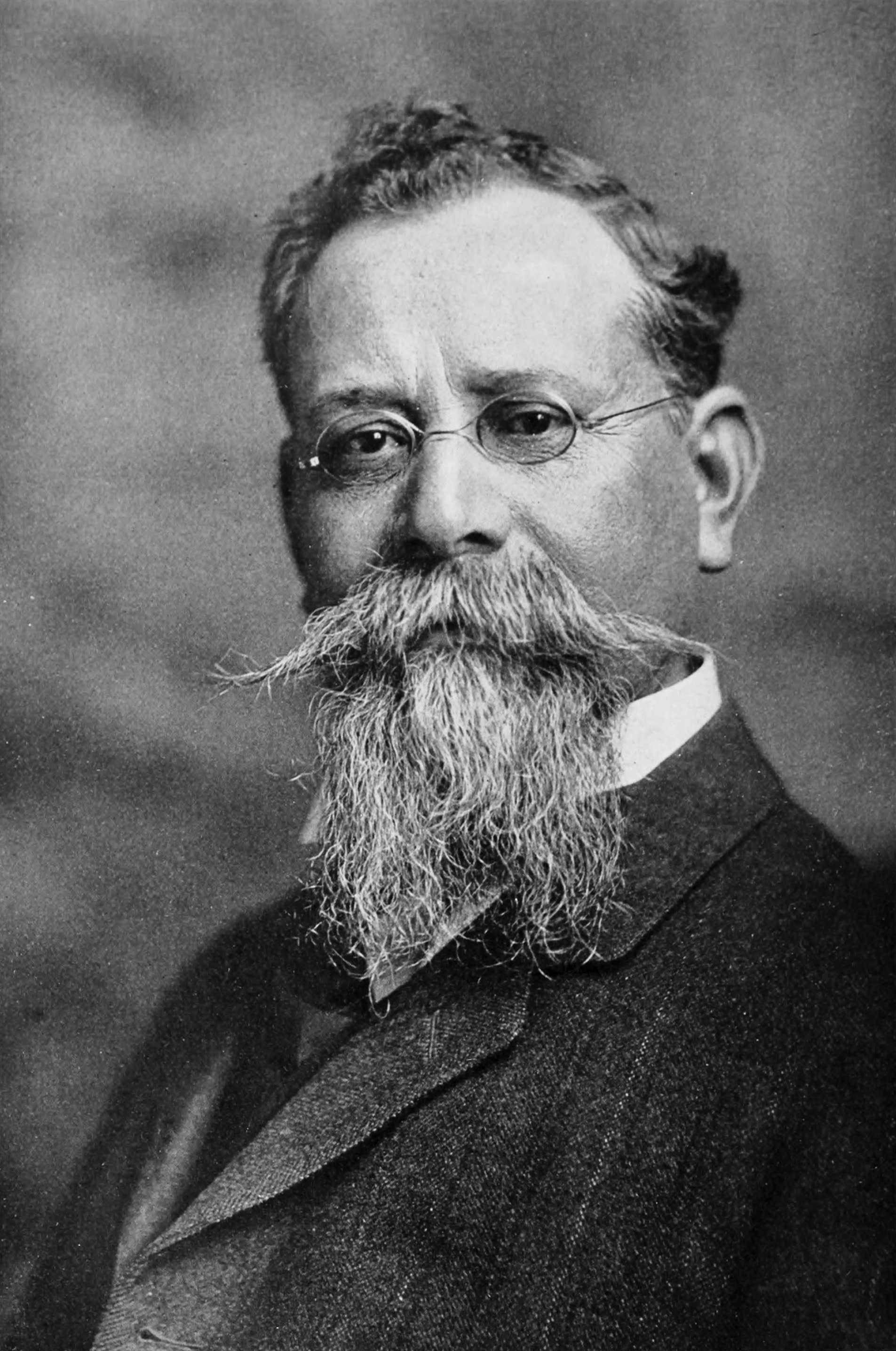
Venustiano Carranza.

El movimiento constitucionalista, creado por Venustiano Carranza, el 24 de septiembre de 1913 sugirió reformar la Constitución de 1857, que consideraban que tenía una gran escasez de leyes que favorezcan al campesino y al obrero.
La victoria del gobierno constitucionalista lo obligó a emprender prontos y radicales cambios políticos, puesto que para 1916 no había ya pretexto para que se prolongara el llamado periodo preconstitucional. Sin embargo, la simple restauración de la Constitución de 1857 no dejaba satisfechos a los ideólogos constitucionalistas, sabedores de que, o las elevaban por decreto o quedarían al margen todas las leyes y normas elaboradas por ellos mismos durante los años revolucionarios de 1914 y 1915. 
Así, con una estrategia bien diseñada, a principios de 1916 comenzó a difundirse la idea de que lo conducente era elaborar una nueva constitución que incorporara los compromisos sociales adquiridos y los cambios políticos que exigía el Estado posrevolucionario.
Una vez vencido a las facciones revolucionarias rivales y controlar la mayor parte del país, el 14 de septiembre de 1916, se promulgó el decreto de reformas al Plan de Guadalupe con la finalidad de la Reunión de un Congreso Constituyente. 
El mismo año, pero el 22 de octubre se expidió el decreto por el que llama a los constituyentes a reunirse en Querétaro el 20 de noviembre.

Habiendo triunfado la causa constitucionalista y estando hechas las elecciones de Ayuntamientos en toda la República, el Primer Jefe del Ejército Constitucionalista, Encargado del Poder Ejecutivo de la Unión, convocará a elecciones para un Congreso Constituyente,
fijando en la convocatoria la fecha y los términos en que habrá de celebrarse y el lugar en que el Congreso habrá de reunirse... 
Para formar el Congreso Constituyente, el Distrito Federal y cada Estado o Territorio nombrarán un diputado propietario y un suplente por cada sesenta mil habitantes o fracción que pase de veinte mil, teniendo en cuenta el censo general de la República de 1910. La población del Estado o Territorio que fuere menor de la cifra que se ha fijado en esta disposición, elegirá, sin embargo, un diputado propietario y un suplente. Para ser electo diputado al Congreso Constituyente, se necesitan los mismos requisitos exigidos por la Constitución de 1857 para ser Diputado al Congreso de la Unión pero no podrán ser electos, además de los individuos que tuvieren los impedimentos que establece la expresada Constitución, los que hubieren ayudado con las armas o sirviendo empleos públicos a los gobiernos o facciones hostiles a la causa Constitucionalista
Atículo 4° del Decreto al Congreso Connstitucionalista.

## Elecciones
El 22 de octubre se efectuaron las elecciones para elegir diputados al Constituyente que se reunirían por primera vez el 1 de noviembre del mismo año en Querétaro.
A excepción de algunos distritos de estados que se encontraban en poder de zapatistas y villistas (como Chihuahua y Morelos), se instalaron las casillas casi en todo el país. Por primera vez, el ciudadano eligió de manera directa a los representantes populares encargados de elaborar una nueva carta magna. Según la mayoría de los reportes presentados por el mismo Venustiano Carranza, las elecciones se completaron con total calma y sin incidentes.

### Resultados
En los siguientes días se conocieron los resultados de quienes serían los diputados electos:
| Estado / Territorio           | Distrito | Diputado                                   | Estado / Territorio | Distrito | Diputado                                         |
| ----------------------------- | -------- | ------------------------------------------ | ------------------- | -------- | ------------------------------------------------ |
| Aguascalientes                | 1        | Aurelio L. González                        | Michoacán           | 7        | Salvador Álcaraz Romero                          |
| Aguascalientes                | 2        | Daniel Cervantes Gutiérrez                 | Michoacán           | 8        | Pascual Ortiz Rubio                              |
| Territorio de Baja California | 1        | Ignacio Roel Treviño                       | Michoacán           | 9        | Martín Castrejón                                 |
| Campeche                      | 1        | Juan Zurbarán Capmany                      | Michoacán           | 10       | Alberto Alvarado                                 |
| Campeche                      | 2        | Herminio Pérez Abreu                       | Michoacán           | 11       | José Álvarez y Álvarez                           |
| Chiapas                       | 1        | Enrique Suárez                             | Michoacán           | 12       | José Silva Herrera                               |
| Chiapas                       | 2        | Enrique D. Cruz                            | Michoacán           | 13       | Rafael Márquez                                   |
| Chiapas                       | 3        | No se eligió diputado                      | Michoacán           | 14       | Amadeo Betancourt                                |
| Chiapas                       | 4        | No se eligió diputado                      | Michoacán           | 15       | Francisco J. Múgica                              |
| Chiapas                       | 5        | Cristóbal L. Castillo                      | Michoacán           | 16       | Jesús Romero Flores                              |
| Chiapas                       | 6        | J. Amilcar Vidal                           | Michoacán           | 17       | Florencio G. González                            |
| Chiapas                       | 7        | Daniel A. Zepeda                           | Morelos             | 1        | Antonio Garza Zambrano                           |
| Chihuahua                     | 1        | No se eligió diputado                      | Morelos             | 2        | José L. Gómez                                    |
| Chihuahua                     | 2        | Manuel M. Prieto                           | Morelos             | 3        | Álvaro L. Alcázar                                |
| Chihuahua                     | 3        | No se eligió diputado                      | Nuevo León          | 1        | Manuel Amaya                                     |
| Chihuahua                     | 4        | No se eligió diputado                      | Nuevo León          | 2        | Nicéforo Zambrano                                |
| Chihuahua                     | 5        | No se eligió diputado                      | Nuevo León          | 3        | Luis Ilizaliturri                                |
| Chihuahua                     | 6        | No se eligió diputado                      | Nuevo León          | 4        | Ramón Gómez                                      |
| Coahuila                      | 1        | Manuel Aguirre Berlanga                    | Nuevo León          | 5        | Reynaldo Garza                                   |
| Coahuila                      | 2        | Ernesto Meade Fierro                       | Nuevo León          | 6        | Agustín Garza González                           |
| Coahuila                      | 3        | José María Rodríguez y Rodríguez           | Oaxaca              | 1        | Salvador González Torres                         |
| Coahuila                      | 4        | Jorge Von Versen                           | Oaxaca              | 2        | Israel del Castillo                              |
| Coahuila                      | 5        | Manuel Cepeda Medrano                      | Oaxaca              | 3        | Leopoldo Payán                                   |
| Colima                        | 1        | Francisco Ramírez Villarreal               | Oaxaca              | 4        | Luis Espinosa                                    |
| Distrito Federal              | 1        | Ignacio L. Pesqueira                       | Oaxaca              | 5        | No se eligió diputado                            |
| Distrito Federal              | 2        | Lauro López Guerra                         | Oaxaca              | 6        | No se eligió diputado                            |
| Distrito Federal              | 3        | Gerzayn Ugarte                             | Oaxaca              | 7        | No se eligió diputado                            |
| Distrito Federal              | 4        | Amador Lozano                              | Oaxaca              | 8        | No se eligió diputado                            |
| Distrito Federal              | 5        | Félix Fulgencio Palavicini                 | Oaxaca              | 9        | Manuel Herrera                                   |
| Distrito Federal              | 6        | Rafael Martínez                            | Oaxaca              | 10       | No se eligió diputado                            |
| Distrito Federal              | 7        | Rafael L. de los Ríos                      | Oaxaca              | 11       | Manuel García Vigil                              |
| Distrito Federal              | 8        | Arnulfo Silva                              | Oaxaca              | 12       | Porfirio Sosa                                    |
| Distrito Federal              | 9        | Antonio Norzagaray                         | Oaxaca              | 13       | No se eligió diputado                            |
| Distrito Federal              | 10       | Fernando Vizcaíno                          | Oaxaca              | 14       | Celestino Pérez                                  |
| Distrito Federal              | 11       | Ciro B. Ceballos                           | Oaxaca              | 15       | Crisóforo Rivera Cabrera                         |
| Distrito Federal              | 12       | Alfonso Herrera                            | Oaxaca              | 16       | Genaro López Miro                                |
| Durango                       | 1        | Silvestre Dorador                          | Puebla              | 1        | Daniel Gómez                                     |
| Durango                       | 2        | Rafael Espeleta                            | Puebla              | 2        | Rafael Cañete                                    |
| Durango                       | 3        | Antonio Gutiérrez Rivera                   | Puebla              | 3        | Miguel Rosales                                   |
| Durango                       | 4        | Fernando Castaños                          | Puebla              | 4        | Gabriel Rojano                                   |
| Durango                       | 5        | Fernando Gómez Palacio                     | Puebla              | 5        | David Pastrana Jaimes                            |
| Durango                       | 6        | Alberto Terrones Benítez                   | Puebla              | 6        | Froilán C. Manjarrez                             |
| Durango                       | 7        | Jesús de la Torre                          | Puebla              | 7        | Antonio de la Barrera                            |
| Guanajuato                    | 1        | Ramón Frausto                              | Puebla              | 8        | José Rivera                                      |
| Guanajuato                    | 2        | Vicente M. Valtierra                       | Puebla              | 9        | Epigmenio A. Martínez                            |
| Guanajuato                    | 3        | José Natividad Macías                      | Puebla              | 10       | Pastor Rouaix                                    |
| Guanajuato                    | 4        | Jesús López Lira                           | Puebla              | 11       | Luis T. Navarro                                  |
| Guanajuato                    | 5        | David Peñaflor                             | Puebla              | 12       | Porfirio del Castillo                            |
| Guanajuato                    | 6        | José Villaseñor Lomelí                     | Puebla              | 13       | Federico Dinorín                                 |
| Guanajuato                    | 7        | Antonio Madrazo                            | Puebla              | 14       | Gabino Bandera y Mata                            |
| Guanajuato                    | 8        | Hilario Medina                             | Puebla              | 15       | Leopoldo Vázquez Mellado                         |
| Guanajuato                    | 9        | Manuel G. Aranda Valvidia                  | Puebla              | 16       | Gilberto de la Fuente                            |
| Guanajuato                    | 10       | Enrique Colunga                            | Puebla              | 17       | Alfonso Cabrera                                  |
| Guanajuato                    | 11       | Ignacio López                              | Puebla              | 18       | José Verástegui                                  |
| Guanajuato                    | 12       | Alfredo Robles Domínguez                   | Querétaro           | 1        | Juan N. Frías                                    |
| Guanajuato                    | 13       | Fernando Lizardi                           | Querétaro           | 2        | Ernesto Perusquía                                |
| Guanajuato                    | 14       | Nicolás Cano                               | Querétaro           | 3        | José María Truchuelo                             |
| Guanajuato                    | 15       | Gilberto M. Navarro                        | San Luis Potosí     | 1        | Samuel de los Santos                             |
| Guanajuato                    | 16       | Luis Fernández Martínez                    | San Luis Potosí     | 2        | Arturo Méndez                                    |
| Guanajuato                    | 17       | No se eligió diputado                      | San Luis Potosí     | 3        | Rafael Cepeda                                    |
| Guanajuato                    | 18       | Carlos Ramírez Llaca                       | San Luis Potosí     | 4        | Rafael Nieto Compeán                             |
| Guerrero                      | 1        | Fidel Jiménez                              | San Luis Potosí     | 5        | Dionisio Zavala                                  |
| Guerrero                      | 2        | Fidel R. Guillén                           | San Luis Potosí     | 6        | Gregorio A. Tello                                |
| Guerrero                      | 3        | No se eligió diputado                      | San Luis Potosí     | 7        | Julián Ramírez y Martínez                        |
| Guerrero                      | 4        | No se eligió diputado                      | San Luis Potosí     | 8        | No se eligió diputado                            |
| Guerrero                      | 5        | No se eligió diputado                      | San Luis Potosí     | 9        | No se eligió diputado                            |
| Guerrero                      | 6        | Francisco Figueroa Mata                    | San Luis Potosí     | 10       | Rafael Curiel Gallegos                           |
| Guerrero                      | 7        | No se eligió diputado                      | Sinaloa             | 1        | Pedro R. Zavala                                  |
| Guerrero                      | 8        | No se eligió diputado                      | Sinaloa             | 2        | Andrés Magallón                                  |
| Hidalgo                       | 1        | Antonio Guerrero                           | Sinaloa             | 3        | Carlos M. Esquerro                               |
| Hidalgo                       | 2        | Leopoldo Ruiz                              | Sinaloa             | 4        | Cándido Avilés Isunza                            |
| Hidalgo                       | 3        | Alberto M. González                        | Sinaloa             | 5        | Emiliano C. García                               |
| Hidalgo                       | 4        | No se eligió diputado                      | Sonora              | 1        | Luis G. Monzón                                   |
| Hidalgo                       | 5        | Rafael Vega Sánchez                        | Sonora              | 2        | Flavio A. Bórquez                                |
| Hidalgo                       | 6        | No se eligió diputado                      | Sonora              | 3        | Ramón Ross                                       |
| Hidalgo                       | 7        | Alfonso Cravioto                           | Sonora              | 4        | Juan de Dios Bojórquez Suple a Eduardo G. García |
| Hidalgo                       | 8        | Crisóforo Aguirre Suple a Matías Rodríguez | Tabasco             | 1        | Rafael Martínez de Escobar                       |
| Hidalgo                       | 9        | Ismael Pintado Sánchez                     | Tabasco             | 2        | Antenor Sala                                     |
| Hidalgo                       | 10       | Refugio M. Mercado                         | Tabasco             | 3        | Carmen Sánchez Magallanes                        |
| Hidalgo                       | 11       | Alfonso Mayorga                            | Tamaulipas          | 1        | Pedro A. Chapa                                   |
| Jalisco                       | 1        | Luis Manuel Rojas                          | Tamaulipas          | 2        | Zeferino Fajardo                                 |
| Jalisco                       | 2        | Marcelino Dávalos                          | Tamaulipas          | 3        | Emiliano P. Nafarrate Ceceña                     |
| Jalisco                       | 3        | Federico E. Ibarra                         | Tamaulipas          | 4        | Fortunato de Leija                               |
| Jalisco                       | 4        | Manuel Dávalos Ornelas                     | Territorio de Tepic | 1        | Cristóbal Limón                                  |
| Jalisco                       | 5        | Francisco Martín del Campo                 | Territorio de Tepic | 2        | Marcelino Cedano                                 |
| Jalisco                       | 6        | Bruno Moreno                               | Territorio de Tepic | 3        | Juan Espinosa Bávara                             |
| Jalisco                       | 7        | Gaspar Bolaños V.                          | Tlaxcala            | 1        | Antonio Hidalgo Sandoval                         |
| Jalisco                       | 8        | Ramón Castañeda y Castañeda                | Tlaxcala            | 2        | Modesto González Galindo                         |
| Jalisco                       | 9        | Juan de Dios Robledo                       | Tlaxcala            | 3        | Ascensión Tépal                                  |
| Jalisco                       | 10       | Jorge Villaseñor                           | Veracruz            | 1        | No se eligió diputado                            |
| Jalisco                       | 11       | Amado Aguirre Santiago                     | Veracruz            | 2        | Saúl Rodiles                                     |
| Jalisco                       | 12       | José I. Solórzano                          | Veracruz            | 3        | Adalberto Tejeda                                 |
| Jalisco                       | 13       | Ignacio Ramos Praslow                      | Veracruz            | 4        | Benito G. Ramírez                                |
| Jalisco                       | 14       | Francisco Labastida Izquierdo              | Veracruz            | 5        | Rodolfo Curti                                    |
| Jalisco                       | 15       | José Manzano                               | Veracruz            | 6        | Eliseo L. Céspedes                               |
| Jalisco                       | 16       | Joaquín Aguirre Berlanga                   | Veracruz            | 7        | Adolfo G. García                                 |
| Jalisco                       | 17       | Esteban Baca Calderón                      | Veracruz            | 8        | Josafat F. Márquez                               |
| Jalisco                       | 18       | Paulino Machorro y Narváez                 | Veracruz            | 9        | Alfredo Solares                                  |
| Jalisco                       | 19       | Sebastián Allende                          | Veracruz            | 10       | Alberto Román                                    |
| Jalisco                       | 20       | Rafael Ochoa                               | Veracruz            | 11       | Silvestre Aguilar                                |
| México                        | 1        | Aldegundo Villaseñor                       | Veracruz            | 12       | Ángel Juarico                                    |
| México                        | 2        | Fernando Moreno                            | Veracruz            | 13       | Heriberto Jara                                   |
| México                        | 3        | Enrique O'farril                           | Veracruz            | 14       | Victorino E. Góngora                             |
| México                        | 4        | Guillermo Ordorica                         | Veracruz            | 15       | Cándido Aguilar                                  |
| México                        | 5        | No se eligió diputado                      | Veracruz            | 16       | Marcelo Torres                                   |
| México                        | 6        | No se eligió diputado                      | Veracruz            | 17       | Galdino H. Casados                               |
| México                        | 7        | No se eligió diputado                      | Veracruz            | 18       | Juan de Dios Palma                               |
| México                        | 8        | José J. Reynoso                            | Veracruz            | 19       | Fernando A. Pereira                              |
| México                        | 9        | Jesús Fuentes Dávila                       | Yucatán             | 1        | Antonio Ancona Albertos                          |
| México                        | 10       | Macario Pérez Romero                       | Yucatán             | 2        | Enrique Recio                                    |
| México                        | 11       | Antonio Aguilar                            | Yucatán             | 3        | Héctor Victoria Aguilar                          |
| México                        | 12       | Juan Manuel Giffard                        | Yucatán             | 4        | Manuel González                                  |
| México                        | 13       | José E. Franco                             | Yucatán             | 5        | Miguel Alonzo Romero                             |
| México                        | 14       | Enrique A. Enríquez                        | Zacatecas           | 1        | Adolfo Villaseñor                                |
| México                        | 15       | Donato Bravo Izquierdo                     | Zacatecas           | 2        | Julián Adame                                     |
| México                        | 16       | Rubén Martí                                | Zacatecas           | 3        | Dyer Jairo R.                                    |
| Michoacán                     | 1        | Francisco Ortiz Rubio                      | Zacatecas           | 4        | No se eligió diputado                            |
| Michoacán                     | 2        | Alberto Peralta                            | Zacatecas           | 5        | Rosendo A. López                                 |
| Michoacán                     | 3        | Cayetano Andrade López                     | Zacatecas           | 6        | No se eligió diputado                            |
| Michoacán                     | 4        | Uriel Áviles Suple a Salvador Herrejón     | Zacatecas           | 7        | Antonio Cervantes                                |
| Michoacán                     | 5        | Gabriel Cervera Riza                       | Zacatecas           | 8        | Juan Aguirre Escobar                             |
| Michoacán                     | 6        | Onésimo López Couto                        |                     |          |                                                  |